# T-Sport (autosportteam)
T-Sport is een autosportteam uit Brackley, Engeland.

## Geschiedenis
In 2002 nam T-Sport voor het eerst deel aan de Scholarship-klasse van het Britse Formule 3-kampioenschap met Clivio Piccione en Karun Chandhok. Piccione won in deze klasse drie races om achter Adam Carroll als tweede te eindigen, terwijl Chandhok vijfmaal op het podium stond op weg naar de zesde plaats.
In 2003 bleef Chandhok aan bij T-Sport, terwijl Piccione vervangen werd door Steven Kane. Zij wonnen respectievelijk acht en zes races, maar moesten als derde en tweede in het kampioenschap de titel aan Ernesto Viso laten.
In 2004 reed Chandhok in het hoofdkampioenschap, terwijl Ryan Lewis in de Scholarship-klasse reed. Ondanks een aantal solide top 5-resultaten werd Chandhok halverwege het seizoen vervangen door Barton Mawer, die slechts één weekend aanbleef. Lewis won maar liefst 17 van de 24 races, waardoor hij overtuigend kampioen werd in zijn klasse.
In 2005 reed Lewis in het hoofdkampioenschap, terwijl Mawer in de omgekeerde richting naar de nationale klasse ging. Lewis behaalde twee podiumplaatsen op het Knockhill Racing Circuit en Mondello Park en werd achtste in de eindstand. Mawer won zes races in zijn klasse en werd tweede achter Salvador Durán.
In 2006 reed Dennis Retera voor T-Sport in het hoofdkampioenschap en Rodolfo González in de nationale klasse. Retera werd na drie raceweekenden echter al vervangen door Stuart Hall, die overkwam van Fortec Motorsport. Hij eindigde slechts als dertiende in het kampioenschap. González daarentegen won 14 van de 22 races en werd overtuigend kampioen in zijn klasse.
In 2007 stapte González over naar het hoofdkampioenschap en werd zijn plek in de nationale klasse ingenomen door Sergio Pérez. González eindigde regelmatig in de punten en met één podiumplaats op het Thruxton Circuit werd hij elfde in de eindstand. Pérez won 14 van de 22 races in de nationale klasse en werd, net zoals vorige winnaars, kampioen met een grote marge.
In 2008 stapte Pérez over naar het hoofdkampioenschap, terwijl het team voor het eerst sinds 2003 twee auto's inzette in de nationale klasse voor Steven Guerrero en Salman Al Khalifa, die tijdens het laatste raceweekend echter vervangen werd door Callum MacLeod. Pérez won de eerste drie races in het hoofdkampioenschap voor T-Sport en werd vierde in de eindstand. Guerrero won twee races en werd achter Jay Bridger tweede in de nationale klasse, terwijl Al Khalifa met één overwinning zesde werd.
In 2009 reden Adriano Buzaid en Wayne Boyd in het hoofdkampioenschap voor T-Sport, terwijl Gabriel Dias in de nationale klasse uitkwam. Buzaid en Boyd wonnen allebei één race om respectievelijk als zesde en twaalfde in het kampioenschap te eindigen. Dias won acht races en werd achter Daniel McKenzie tweede in de nationale klasse.
In 2010 kwam Alex Brundle uit in het hoofdkampioenschap, met Menasheh Idafar en James Cole in de nationale klasse. Brundle eindigde slechts zeven races in de punten om als zeventiende in het kampioenschap te finishen. Idafar en Cole waren de enige fulltime deelnemers in de nationale klasse en wonnen slechts één race niet, waarbij Idafar voor Cole eindigde om kampioen te worden in deze klasse.
In 2011 reden Idafar en Yann Cunha in het hoofdkampioenschap voor T-Sport, terwijl Bart Hylkema in het rookiekampioenschap uitkwam. Halverwege het kampioenschap stapte Hylkema echter ook over naar het hoofdkampioenschap, na 11 van de 15 races te hebben gewonnen bij de rookies. Idafar eindigde driemaal op het podium en werd veertiende, terwijl Hylkema in de tweede seizoenshelft vijf punten behaalde en als 23e eindigde. Cunha eindigde als 26e en laatste nadat hij veertig punten aftrek kreeg, aangezien de reglementen van de Britse Formule 3 niet toestonden dat een coureur aan een ander Formule 3-kampioenschap deel mocht nemen. Cunha reed dat jaar ook in de Europese F3 Open.
In 2012 ging T-Sport een samenwerking aan met het team ThreeBond Racing. Nick McBride werd in het hoofdkampioenschap van de Britse Formule 3 tiende met één podiumplaats, terwijl Spike Goddard in het rookiekampioenschap twaalf races en de titel wist te winnen. Tevens reed het als gastteam enkele races in het Europees Formule 3-kampioenschap, waarin Alexander Sims op de Nürburgring met een achtste plaats het beste resultaat neerzette voor het team.
In 2013 nam T-Sport in het Britse kampioenschap enkel deel aan het laatste raceweekend op de Nürburgring, waarbij Goddard in de tweede race achter Felipe Guimarães als tweede eindigde. In het Europees kampioenschap rijdt Goddard naast William Buller, maar nadat hij na het vierde raceweekend vertrok werd hij vervangen door Alexander Sims, die vijf podiumplaatsen behaalde en als tiende in het kampioenschap eindigde, ondanks dat hij minder dan de helft van de races heeft gereden. In het laatste raceweekend werd hij vervangen door Kevin Korjus, die zich hierdoor kon verzekeren van een plaats in de Grand Prix van Macau aan het eind van het seizoen.
In 2014 reed Goddard voor T-Sport naast Alexander Toril. Het seizoen verloopt moeizaam, Goddard wist slechts drie punten te scoren, terwijl Toril één punt behaalde. In 2015 werd het team teruggeschroefd naar één auto voor Julio Moreno, die nooit verder kwam dan een zestiende plaats in de race. In 2016 rijdt Arjun Maini voor het team.